# والری پلیاکوف

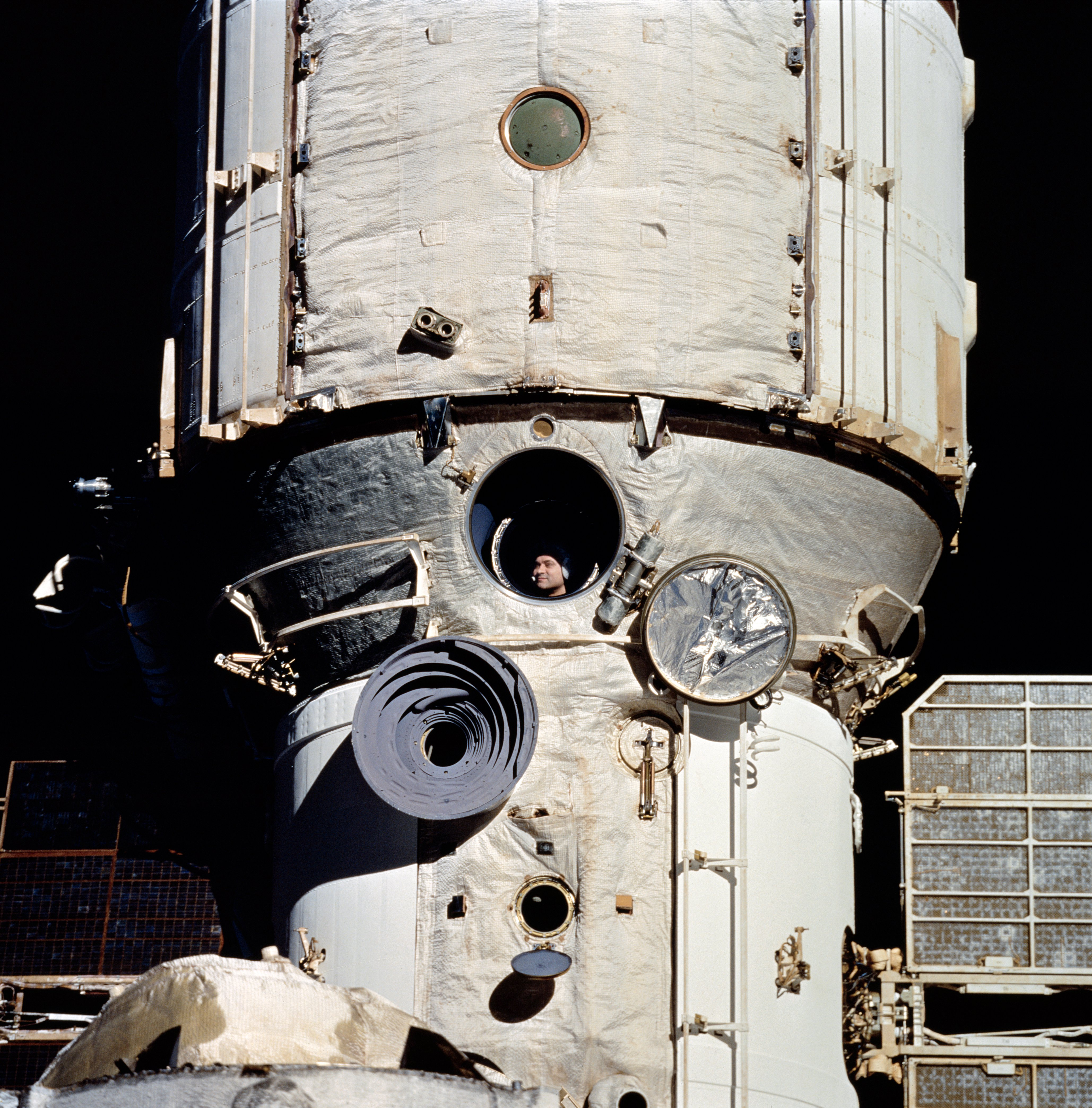
دکتر والری پلیاکوف از یکی از پنجره‌های ایستگاه فضایی میر در حال نظارت بر پهلوگیری فضاپیمای آمریکایی دیسکاوری با ایستگاه است (۱۸ دی ۱۳۷۲).

والری ولادیمیرویچ پُلیاکوف (به روسی: Валерий Владимирович Поляков) (زادهٔ ۲۷ آوریل ۱۹۴۲ در تولا، روسیه شوروی – درگذشتهٔ ١٩ سپتامبر ٢٠٢٢) پزشک و کیهان‌نورد روسی و رکورددار درازمدت‌ترین «زندگی پیوسته در فضا» در تاریخ فضانوردی به مدت ۴۳۷ روز و ۱۸ ساعت (بیش از ۱۴ ماه پیوسته) بود. وی روی هم رفته بیش از ۲۲ ماه را در فضا گذرانده‌است.
والری پلیاکوف به عنوان پزشک و پژوهشگر دانش پزشکی فضایی، در سال ۱۹۷۲ به گروه کیهان‌نوردان در برنامه فضایی شوروی پیوست. وی نخستین سفر فضایی خود را در سال ۱۹۸۸ با فضاپیمای سایوز تی‌ام-۶ آغاز کرد و پس از زندگی ۲۴۰ روزه در ایستگاه مداری میر، با فضاپیمای سایوز تی‌ام-۷ به زمین بازگشت. دومین پرواز فضایی پلیاکوف در سال ۱۹۹۴ و با هدف پژوهش پزشکی دربارهٔ تأثیر اقامت بلندمدت انسان در فضا، با پرواز فضاپیمای سایوز تی‌ام-۱۸ آغاز شد. وی در این مأموریت ۴۳۷ روز را در ایستگاه فضایی میر گذراند و رکورد طولانی‌ترین اقامت پیوستهٔ فضایی تاریخ فضانوردی را شکست که تا به امروز برقرار است.
هدف دانشمندان روسی از پژوهش دربارهٔ تأثیر اقامت بلندمدت فضایی در بدن انسان، سنجش آمادگی انسان برای پروازهای بین‌سیاره‌ای مانند سفر به سیاره مریخ بود. در نتیجه پژوهش‌های پلیاکوف، دانشمندان به این نتیجه رسیدند که انسان از نظر بدنی و روانی، توانایی انجام پروازهای طولانی و بین‌سیاره‌ای را دارد.
والری پلیاکوف روی هم رفته در طی دو مأموریت فضایی، بیش از ۶۷۸ شبانه‌روز را در فضا گذرانده‌است. رکورد مجموع روزهای زندگی او در فضا تا سال ۱۹۹۹ برقرار بود تا اینکه کیهان‌نوردان روسی سرگئی آودیف، سرگئی کریکالیوف و گنادی پادالکا
به ترتیب با مجموع ۷۴۷ روز، ۸۰۳ روز و ۸۷۹ روز زندگی (ناپیوسته) در فضا، رکورد پلیاکوف را شکستند. والری پلیاکوف هنوز رکورددار طولانی‌ترین اقامت پیوسته در فضا است.